# Селма (Каліфорнія)
Селма (англ. Selma) — місто (англ. city) в США, в окрузі Фресно штату Каліфорнія. Населення — 24 674 особи (2020).

## Географія
Селма розташована за координатами 36°34′28″ пн. ш. 119°36′56″ зх. д. / 36.57444° пн. ш. 119.61556° зх. д. (36.574314, -119.615584).  За даними Бюро перепису населення США в 2010 році місто мало площу 13,30 км², уся площа — суходіл.

## Демографія
Згідно з переписом 2010 року, у місті мешкало 23 219 осіб у 6416 домогосподарствах у складі 5271 родини. Густота населення становила 1745 осіб/км².  Було 6813 помешкання (512/км²).
Расовий склад населення:
| - 55,4 % — білих - 4,6 % — азіатів - 2,1 % — корінних американців - 1,2 % — чорних або афроамериканців - 32,9 % — осіб інших рас |

До двох чи більше рас належало 3,8 %. Частка іспаномовних становила 77,6 % від усіх жителів.
За віковим діапазоном населення розподілялося таким чином: 32,1 % — особи молодші 18 років, 58,0 % — особи у віці 18—64 років, 9,9 % — особи у віці 65 років та старші. Медіана віку мешканця становила 29,5 року. На 100 осіб жіночої статі у місті припадало 100,3 чоловіків;  на 100 жінок у віці від 18 років та старших — 99,8 чоловіків також старших 18 років.
Середній дохід на одне домашнє господарство  становив 54 178 доларів США (медіана — 42 948), а середній дохід на одну сім'ю — 54 578 доларів (медіана — 45 414). Медіана доходів становила 37 593 долари для чоловіків та 30 333 долари для жінок. За межею бідності перебувало 24,3 % осіб, у тому числі 33,6 % дітей у віці до 18 років та 15,7 % осіб у віці 65 років та старших.
Цивільне працевлаштоване населення становило 9434 особи. Основні галузі зайнятості: освіта, охорона здоров'я та соціальна допомога — 20,0 %, сільське господарство, лісництво, риболовля — 16,2 %, роздрібна торгівля — 11,8 %, виробництво — 10,4 %.